# Referéndum constitucional de Mauritania de 2017
El referéndum constitucional se celebró en Mauritania el 5 de agosto de 2017, inicialmente  previsto para el 15 de julio. Se consultó a los votantes si se debían aprobar las nuevas enmiendas para la constitución de Mauritania. Las propuestas fueron aprobadas por el 86% de los votos, con una participación electoral del 54%.

## Reformas propuestas
En el referéndum se hicieron dos preguntas sobre las reformas que proponía el gobierno. La primera trataba de  la abolición del Senado (de elección indirecta) y su reemplazo por consejos regionales, así como la fusión del Alto Consejo Islámico y el Defensor Nacional de Pueblo, dando paso a la creación del ''Consejo Supremo de la Fetua''. La segunda pregunta se refería a los símbolos nacionales, incluyendo una propuesta para cambiar la bandera nacional, añadiendo dos franjas rojas en la parte superior e inferior de esta para simbolizar "los esfuerzos y el sacrificio que el pueblo de Mauritania aceptará, en la defensa del territorio nacional, al precio de su sangre", así como la modificación del himno nacional.

Bandera nacional propuesta por el gobierno, en la que se le incorpora dos franjas rojas en la parte superior e inferior de esta.

Una propuesta que permitiría al Presidente Mohamed Ould Abdel Aziz postularse a un tercer período presidencial, fue descartada tras una serie de protestas en Nuadibú.
A pesar de que 141 de los 147 diputados de la Asamblea Nacional votaron a favor de los cambios,  fueron rechazados en marzo de 2017 por el Senado, en que de los 56 senadores, 33 votaron en contra, incluyendo a 24 miembros del partido político gobernante Unión por la República.

## Campaña
El expresidente Sidi Uld Cheij Abdallahi exhortó a los votantes a que votasen en contra, puesto que consideraba que el referéndum era un "golpe constitucional". La coalición de oposición, el Foro Nacional por la Democracia y la Unidad, también rechazó la reforma. La campaña oficial comenzó el 21 de julio.

## Resultados

### Reformas constitucionales
| Elección                | Votos     | %      |
| ----------------------- | --------- | ------ |
| A favor                 | 584.084   | 85.61  |
| Neutro                  | 30.039    | 4.40   |
| En contra               | 68.124    | 9.99   |
| Votos e blanco/nulos    | 64.408    | –      |
| Total                   | 746.655   | 100.00 |
| Participación electoral | 1.389.092 | 53.75  |
| Fuente: Al Akhbar       |           |        |

### Símbolos nacionales
| Elección                | Votos     | %      |
| ----------------------- | --------- | ------ |
| A favor                 | 573.935   | 85.67  |
| Neutro                  | 28.894    | 4.31   |
| En contra               | 67.146    | 10.02  |
| Votos en blanco/nulos   | 76.314    | –      |
| Total                   | 746.289   | 100.00 |
| Participación electoral | 1.389.092 | 53.72  |
| Fuente: Al Akhbar       |           |        |